# Lista antrenorilor care au câștigat Supercupa Europei
Supercupa Europei este o competiție fotbalistică anuală, disputată între câștigătoarea Ligii Campionilor UEFA și a UEFA Europa League din sezonul precedent. Prima finală, jucată în dublă manșă între Ajax și Glasgow Rangers este considerată neoficială de către UEFA. Rangers a fost penalizată cu interdicție în competițiile europene din cauza fanilor săi, dar câștigând Cupa Cupelor UEFA în sezonul precedent, totuși a disputat titlul. Ajax a cucerit trofeul sub conducerea antrenorului român Ștefan Kovács, câștigând cu 6–3 la general în dubla manșă.
Edițiile Supercupei din 1974 și 1981 nu s-au disputat din cauza că cluburile nu au putut conveni asupra datei disputării meciului, iar ediția din 1985 nu a avut loc din cauza că cluburile engleze au fost penalizate prin interdicție de a evolua în competițiile, și astfel, Everton FC nu a putut să joace în meciul cu Juventus FC.
Între 1973 și 1999, Supercupa Europei a fost disputată între câștigătoarea Cupei Campionilor Europeni/Ligii Campionilor și deținătorea Cupei Cupelor UEFA. Cea din urmă competiție a fost ulterior desființată, și de atunci câștigătoarea Cupei UEFA i-a luat locul în meciul din supercupă, Galatasaray Istanbul fiind prima câștigătoare a Cupei UEFA care a disputat Supercupa Europei în 2000. Începând cu ediția din 1998, finala se joacă într-un singur meci, pe stadion neutru, Stade Louis II din Monaco. Prima finală jucată în principat s-a terminat cu succesul lui Chelsea, condus de italianul Gianluca Vialli.
Italienii sunt cei mai de succes antrenori de la fondarea competiției, câștigând nouă titluri. Pep Guardiola este unicul antrenor care a câștigat trofeul de trei ori. Patru antrenori au câștigat trofeul de două ori, printre care Arrigo Sacchi și Carlo Ancelotti, ambii conducând spre succes clubul AC Milan de câte două ori.

## Câștigători după sezon

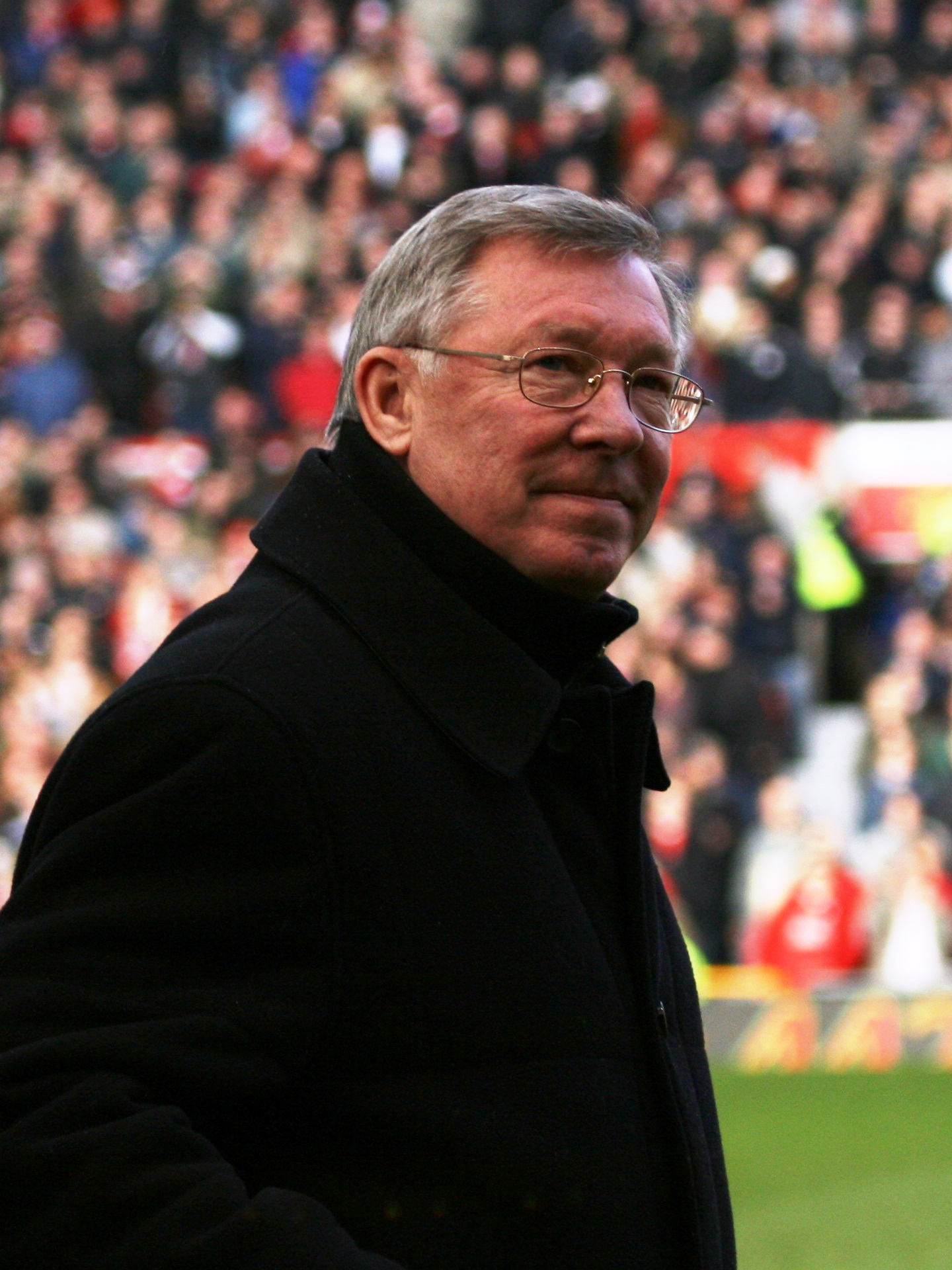
Alex Ferguson a câștigat Supercupa cu Aberdeen în 1983, și cu Manchester United în 1991.

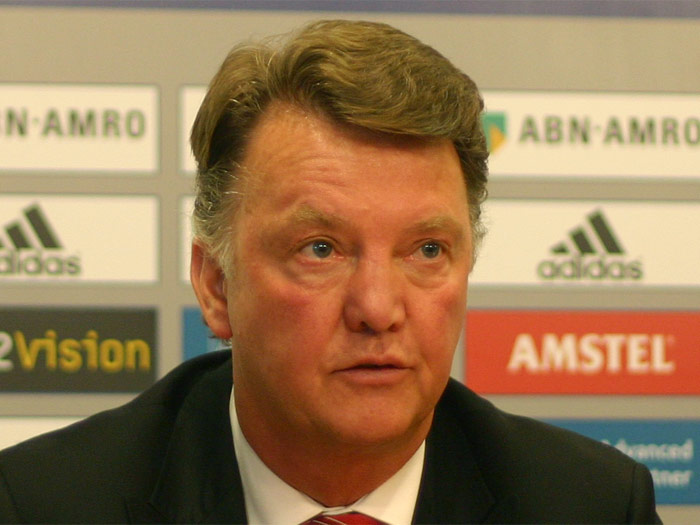
Louis van Gaal a cucerit trofeul cu Ajax în 1995 și cu Barcelona în 1997.

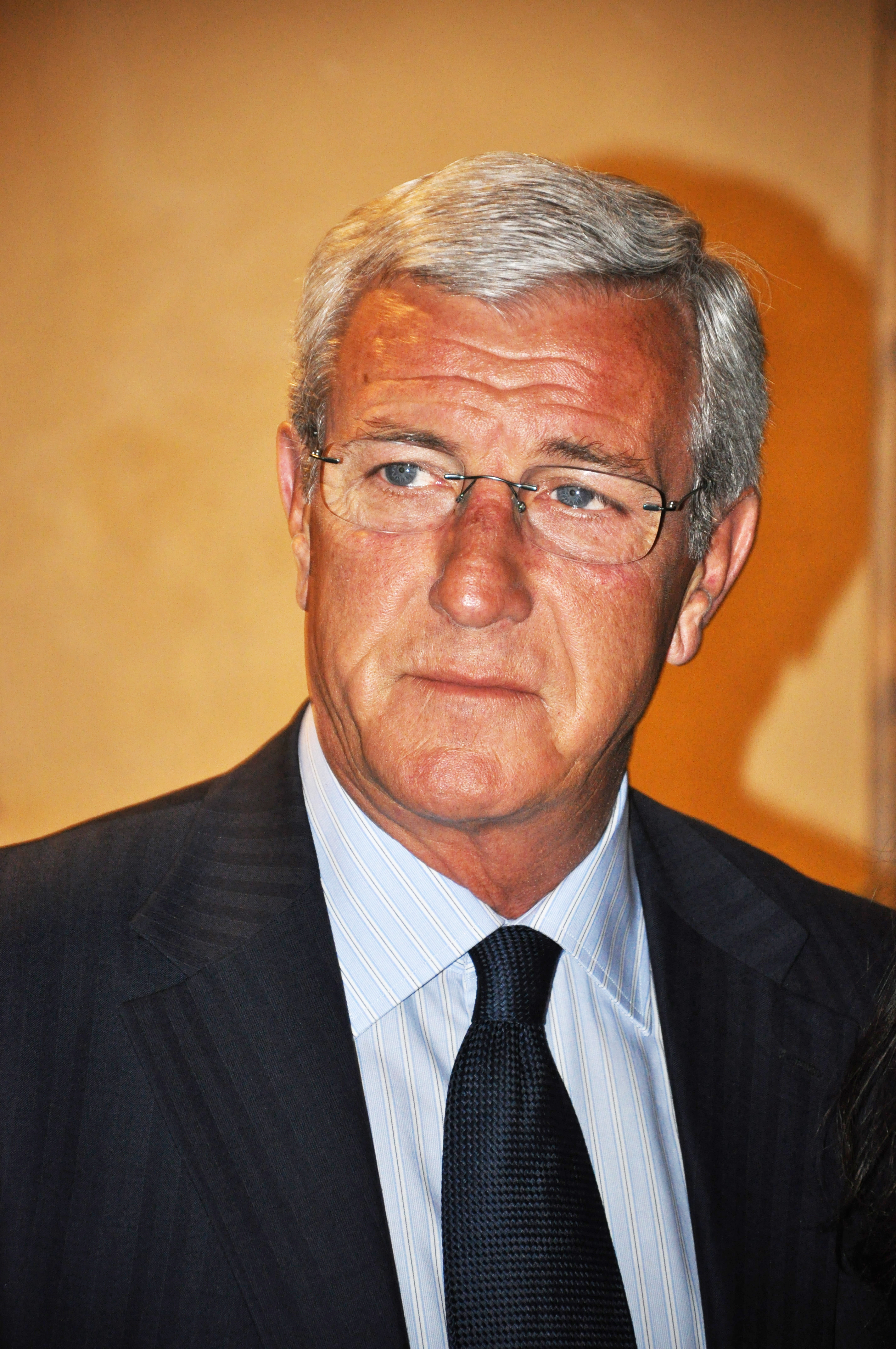
Marcello Lippi a câștigat trofeul cu Juventus în 1996.

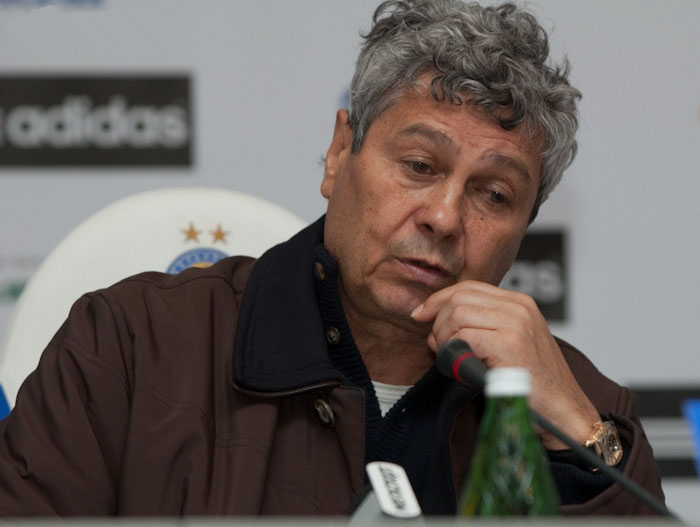
Mircea Lucescu a câștigat trofeul cu Galatasaray în 2000.

| Ediție | Naționalitate       | Antrenor câștigător       | Țara                | Club                 | Ref           |
| ------ | ------------------- | ------------------------- | ------------------- | -------------------- | ------------- |
| 1972   | ROM                 | Ștefan Kovács             | NED                 | Ajax                 | [ 8 ] [ 9 ]   |
| 1973   | NED                 | George Knobel             | NED                 | Ajax                 | [ 10 ] [ 11 ] |
| 1974   | Meciul nu s-a jucat | Meciul nu s-a jucat       | Meciul nu s-a jucat | Meciul nu s-a jucat  | [ 4 ]         |
| 1975   | USSR                | Valeri Lobanovski         | USSR                | Dinamo Kiev          | [ 4 ] [ 12 ]  |
| 1976   | BEL                 | Raymond Goethals          | BEL                 | Anderlecht           | [ 13 ] [ 14 ] |
| 1977   | ENG                 | Bob Paisley               | ENG                 | Liverpool            | [ 15 ] [ 16 ] |
| 1978   | BEL                 | Raymond Goethals          | BEL                 | Anderlecht           | [ 14 ]        |
| 1979   | ENG                 | Brian Clough              | ENG                 | Nottingham Forest    | [ 17 ] [ 18 ] |
| 1980   | ESP                 | Bernardino Pérez Elizarán | ESP                 | Valencia             | [ 19 ]        |
| 1981   | Meciul nu s-a jucat | Meciul nu s-a jucat       | Meciul nu s-a jucat | Meciul nu s-a jucat  | [ 5 ]         |
| 1982   | ENG                 | Tony Barton               | ENG                 | Aston Villa          | [ 20 ] [ 21 ] |
| 1983   | SCO                 | Alex Ferguson             | SCO                 | Aberdeen             | [ 22 ] [ 23 ] |
| 1984   | ITA                 | Giovanni Trapattoni       | ITA                 | Juventus             | [ 24 ] [ 25 ] |
| 1985   | Meciul nu s-a jucat | Meciul nu s-a jucat       | Meciul nu s-a jucat | Meciul nu s-a jucat  | [ 6 ]         |
| 1986   | ROM                 | Anghel Iordănescu         | ROM                 | Steaua București     | [ 26 ] [ 27 ] |
| 1987   | CRO                 | Tomislav Ivić             | POR                 | Porto                | [ 28 ]        |
| 1988   | NED                 | Aad de Mos                | BEL                 | Mechelen             | [ 29 ]        |
| 1989   | ITA                 | Arrigo Sacchi             | ITA                 | Milan                | [ 30 ] [ 31 ] |
| 1990   | ITA                 | Arrigo Sacchi             | ITA                 | Milan                | [ 31 ] [ 32 ] |
| 1991   | SCO                 | Alex Ferguson             | ENG                 | Manchester United    | [ 23 ] [ 33 ] |
| 1992   | NED                 | Johan Cruyff              | ESP                 | Barcelona            | [ 34 ] [ 35 ] |
| 1993   | ITA                 | Nevio Scala               | ITA                 | Parma                | [ 36 ]        |
| 1994   | ITA                 | Fabio Capello             | ITA                 | Milan                | [ 37 ] [ 38 ] |
| 1995   | NED                 | Louis van Gaal            | NED                 | Ajax                 | [ 39 ] [ 40 ] |
| 1996   | ITA                 | Marcello Lippi            | ITA                 | Juventus             | [ 41 ] [ 42 ] |
| 1997   | NED                 | Louis van Gaal            | ESP                 | Barcelona            | [ 40 ] [ 43 ] |
| 1998   | ITA                 | Gianluca Vialli           | ENG                 | Chelsea              | [ 44 ] [ 45 ] |
| 1999   | SWE                 | Sven-Göran Eriksson       | ITA                 | Lazio                | [ 46 ] [ 47 ] |
| 2000   | ROM                 | Mircea Lucescu            | TUR                 | Galatasaray          | [ 48 ]        |
| 2001   | FRA                 | Gérard Houllier           | ENG                 | Liverpool            | [ 49 ]        |
| 2002   | ESP                 | Vicente del Bosque        | ESP                 | Real Madrid          | [ 50 ] [ 51 ] |
| 2003   | ITA                 | Carlo Ancelotti           | ITA                 | Milan                | [ 52 ]        |
| 2004   | ITA                 | Claudio Ranieri           | ESP                 | Valencia             | [ 53 ]        |
| 2005   | ESP                 | Rafael Benítez            | ENG                 | Liverpool            | [ 54 ] [ 55 ] |
| 2006   | ESP                 | Juande Ramos              | ESP                 | Sevilla              | [ 56 ] [ 57 ] |
| 2007   | ITA                 | Carlo Ancelotti           | ITA                 | Milan                | [ 58 ]        |
| 2008   | NED                 | Dick Advocaat             | RUS                 | Zenit St. Petersburg | [ 59 ] [ 60 ] |
| 2009   | ESP                 | Josep Guardiola           | ESP                 | Barcelona            | [ 61 ] [ 62 ] |
| 2010   | ESP                 | Quique Sánchez Flores     | ESP                 | Atlético Madrid      | [ 63 ]        |
| 2011   | ESP                 | Josep Guardiola           | ESP                 | Barcelona            | [ 64 ]        |
| 2012   | ARG                 | Diego Simeone             | ESP                 | Atlético Madrid      | [ 65 ]        |
| 2013   | ESP                 | Josep Guardiola           | GER                 | Bayern München       | [ 66 ]        |
| 2014   | ITA                 | Carlo Ancelotti           | ESP                 | Real Madrid          | [ 67 ]        |
| 2015   | ESP                 | Luis Enrique              | ESP                 | Barcelona            | [ 68 ]        |
| 2016   | FRA                 | Zinedine Zidane           | ESP                 | Real Madrid          | [ 69 ]        |
| 2017   | FRA                 | Zinedine Zidane           | ESP                 | Real Madrid          | [ 70 ]        |
| 2018   | ARG                 | Diego Simeone             | ESP                 | Atlético Madrid      | [ 72 ]        |
| 2019   | GER                 | Jürgen Klopp              | ENG                 | Liverpool            | [ 73 ]        |
| 2020   | GER                 | Hansi Flick               | GER                 | Bayern München       | [ 74 ]        |
| 2021   | GER                 | Thomas Tuchel             | ENG                 | Chelsea              | [ 75 ]        |
| 2022   | ITA                 | Carlo Ancelotti           | ESP                 | Real Madrid          | [ 76 ]        |
| 2023   | ESP                 | Pep Guardiola             | ENG                 | Manchester City      | [ 77 ]        |

## Multipli câștigători
| Loc | Țara          | Antrenor         | Trofee | Finale pierdute | Anii câștigători       | Anii finalelor pierdute | Cluburile câștigătoare                     |
| --- | ------------- | ---------------- | ------ | --------------- | ---------------------- | ----------------------- | ------------------------------------------ |
| 1   | Spania        | Josep Guardiola  | 4      | 0               | 2009, 2011, 2013, 2023 |                         | Barcelona, Bayern München, Manchester City |
| 1   | Italia        | Carlo Ancelotti  | 4      | 0               | 2003, 2007, 2014, 2022 |                         | Milan, Real Madrid                         |
| 3   | Scoția        | Alex Ferguson    | 2      | 2               | 1983, 1991             | 1999, 2008              | Aberdeen, Manchester United                |
| 4   | Belgia        | Raymond Goethals | 2      | 0               | 1976, 1978             |                         | Anderlecht                                 |
| 4   | Italia        | Arrigo Sacchi    | 2      | 0               | 1989, 1990             |                         | Milan                                      |
| 4   | Țările de Jos | Louis van Gaal   | 2      | 0               | 1995, 1997             |                         | Ajax, Barcelona                            |
| 4   | Franța        | Zinedine Zidane  | 2      | 0               | 2016, 2017             |                         | Real Madrid                                |
| 4   | Argentina     | Diego Simeone    | 2      | 0               | 2012, 2018             |                         | Atlético Madrid                            |

Aldin = activ în continuare ca antrenor

## Câștigători după naționalitate
Acest tabel prezintă numărul total de titluri câștigate de antrenorii fiecărei naționalități.
| Naționalitate     | Număr de trofee |
| ----------------- | --------------- |
| Italia            | 12              |
| Spania            | 10              |
| Țările de Jos     | 6               |
| Anglia            | 3               |
| Franța            | 3               |
| Germania          | 3               |
| România           | 3               |
| Belgia            | 2               |
| Scoția            | 2               |
| Argentina         | 2               |
| Croația           | 1               |
| Suedia            | 1               |
| Uniunea Sovietică | 1               |

### Generale
- „European Cups – Performances by Coach”. RSSSF. RSSSF. 6 februarie 2008. Accesat în 13 martie 2008.
- „European Super Cup”. RSSSF. RSSSF. 18 mai 2007. Accesat în 13 martie 2008.

### Specifice
1. ↑  „UEFA Super Cup – Format”. UEFA. Accesat în 16 martie 2008.
2. ↑  „UEFA Super Cup – History”. UEFA. 13 iulie 2005. Accesat în 11 martie 2008.
3. ↑  „Dynamo bring happy memories”. BBC Sport. 16 octombrie 2001. Accesat în 11 martie 2008.
4. 1 2 3  „Bayern bow to Blokhin”. UEFA. 1 noiembrie 1975. Arhivat din original la 31 august 2010. Accesat în 8 ianuarie 2011. The 1974 competition was abandoned due to an inability of the finalists to find a mutually agreeable date for the match.
5. 1 2  „Villa victorious in Europe”. UEFA. 1 februarie 1983. Arhivat din original la 31 august 2010. Accesat în 8 ianuarie 2011. The 1981 contest was abandoned as Liverpool F.C. and FC Dinamo Tbilisi could not agree on a date for the match.
6. 1 2  „Juve buoyed by Boniek”. UEFA. 13 martie 2006. Arhivat din original la 31 august 2010. Accesat în 8 ianuarie 2011. The ban on English clubs' participation in European football competitions meant that Everton F.C. were disallowed from playing Juventus F.C. in the 1985 competition.
7. ↑  „Competition format”. UEFA. 1 iunie 2007. Accesat în 13 martie 2008.
8. ↑  „UEFA Super Cup - History”. UEFA. Arhivat din original la 20 august 2010. Accesat în 8 ianuarie 2011.
9. ↑  „Stefan Kovács”. Ajax. Accesat în 8 ianuarie 2011.
10. ↑  „Ajax enjoy early success”. UEFA. 1 martie 1974. Arhivat din original la 31 august 2010. Accesat în 8 ianuarie 2011.
11. ↑  „George Knobel” (în Dutch). Ajax. Accesat în 10 martie 2008.
12. ↑  Volubuyev, Mikhail (7 aprilie 1999). „Football: History favours Dynamo”. The Independent. Accesat în 8 ianuarie 2011.
13. ↑  „Anderlecht leave Bayern blushing”. UEFA. 1 septembrie 1976. Arhivat din original la 31 august 2010. Accesat în 8 ianuarie 2011.
14. 1 2  „The magician remembered”. UEFA. 7 decembrie 2004. Accesat în 8 ianuarie 2011.
15. ↑  „McDermott treble lifts Liverpool”. UEFA. 15 decembrie 1977. Arhivat din original la 31 august 2010. Accesat în 8 ianuarie 2011.
16. ↑  Peet, Nick (15 noiembrie 2007). „The life and times of Bob Paisley”. Liverpool Echo⁠(d). Accesat în 12 martie 2008.
17. ↑  „Burns' night for Forest”. UEFA. 1 martie 1980. Arhivat din original la 31 august 2010. Accesat în 8 ianuarie 2011.
18. ↑  „Football legend Clough dies”. BBC Sport. 20 septembrie 2004. Accesat în 8 ianuarie 2011.
19. ↑  „Valencia profit from Felman's fortune”. UEFA. 20 decembrie 1980. Arhivat din original la 31 august 2010. Accesat în 8 ianuarie 2011.
20. ↑  „Villa victorious in Europe”. UEFA. 1 februarie 1983. Arhivat din original la 31 august 2010. Accesat în 8 ianuarie 2011.
21. ↑  „Former Managers”. Aston Villa F.C. Accesat în 12 martie 2008.
22. ↑  „Ferguson first for Aberdeen”. UEFA. 22 decembrie 1983. Arhivat din original la 31 august 2010. Accesat în 8 ianuarie 2011.
23. 1 2  „Sir Alex Ferguson”. ESPNSoccernet. Arhivat din original la 23 iulie 2009. Accesat în 12 martie 2008.
24. ↑  „Juve buoyed by Boniek”. UEFA. 20 ianuarie 1985. Arhivat din original la 31 august 2010. Accesat în 8 ianuarie 2011.
25. ↑  „Giovanni Trapattoni Factfile”. The Scotsman⁠(d). 14 februarie 2008. Accesat în 12 martie 2008.
26. ↑  „Hagi style stirs Steaua”. UEFA. 1 martie 1987. Arhivat din original la 31 august 2010. Accesat în 8 ianuarie 2011.
27. ↑  „Romania's Iordanescu calls time”. FIFA. 25 septembrie 2007. Arhivat din original la 16 februarie 2008. Accesat în 12 martie 2008.
28. ↑  „Sousa makes sure for Porto”. UEFA. 1 februarie 1988. Arhivat din original la 31 august 2010. Accesat în 8 ianuarie 2011.
29. ↑  „Mechelen miracle continues”. UEFA. 1 martie 1989. Arhivat din original la 31 august 2010. Accesat în 8 ianuarie 2011.
30. ↑  „Evani seals Milan triumph”. UEFA. 20 decembrie 1989. Arhivat din original la 31 august 2010. Accesat în 8 ianuarie 2011.
31. 1 2  „Sacchi considers return”. BBC Sport. 10 septembrie 2001. Accesat în 12 martie 2008.
32. ↑  „Dutch double lifts Milan”. UEFA. 1 decembrie 1990. Arhivat din original la 31 august 2010. Accesat în 8 ianuarie 2011.
33. ↑  „Goikoetxea wins it for Barcelona”. UEFA. 1 aprilie 1993. Arhivat din original la 31 august 2010. Accesat în 8 ianuarie 2011.
34. ↑  „McClair makes United's day”. UEFA. 1 decembrie 1991. Arhivat din original la 31 august 2010. Accesat în 8 ianuarie 2011.
35. ↑  „Hall of Fame – Johan Cruyff”. International Football Hall Of Fame. Accesat în 13 martie 2008.
36. ↑  „Crippa wins it for Parma”. UEFA. 1 martie 1994. Arhivat din original la 31 august 2010. Accesat în 8 ianuarie 2011.
37. ↑  „Masterful Milan march on”. UEFA. 1 martie 1995. Arhivat din original la 31 august 2010. Accesat în 8 ianuarie 2011.
38. ↑  „Fabio Capello”. ESPN. Arhivat din original la 14 iulie 2012. Accesat în 13 martie 2008.
39. ↑  „Ajax on a roll”. UEFA. 1 martie 1996. Arhivat din original la 31 august 2010. Accesat în 8 ianuarie 2011.
40. 1 2  „Van Gaal leaves Barca”. BBC Sport. 28 ianuarie 2003. Accesat în 8 ianuarie 2011.
41. ↑  „Dazzling Juve shine in Paris”. UEFA. 1 martie 1997. Arhivat din original la 31 august 2010. Accesat în 8 ianuarie 2011.
42. ↑  „Lippi resigns as Italy head coach”. BBC Sport. 12 iulie 2006. Accesat în 8 ianuarie 2011.
43. ↑  „Barça in command”. UEFA. 1 aprilie 1998. Arhivat din original la 31 august 2010. Accesat în 8 ianuarie 2011.
44. ↑  „Poyet strikes late for Chelsea”. UEFA. 1 septembrie 1998. Arhivat din original la 31 august 2010. Accesat în 8 ianuarie 2011.
45. ↑  „Vialli named new Watford boss”. BBC Sport. 2 mai 2001. Accesat în 12 martie 2008.
46. ↑  „Salas downs United”. UEFA. 1 septembrie 1999. Arhivat din original la 31 august 2010. Accesat în 8 ianuarie 2011.
47. ↑  „Sven-Goran Eriksson Factfile”. Daily Mail. 2 iunie 2008. Accesat în 8 ianuarie 2011.
48. ↑  „Járdel doubles up for Galatasaray”. UEFA. 1 septembrie 2000. Arhivat din original la 31 august 2010. Accesat în 13 martie 2008.
49. ↑  „Super Liverpool record cup win”. UEFA. 24 august 2001. Accesat în 8 ianuarie 2011.[nefuncțională]
50. ↑  „Madrid dazzle in Monaco”. UEFA. 30 august 2002. Arhivat din original la 24 iulie 2012. Accesat în 8 ianuarie 2011.
51. ↑  „Real win Super Cup”. BBC Sport. 30 august 2002. Accesat în 13 martie 2008.
52. ↑  Demetriou, Greg (29 august 2003). „Shevchenko show in Monaco”. UEFA. Arhivat din original la 10 iulie 2012. Accesat în 8 ianuarie 2011.
53. ↑  Hart, Simon (27 august 2004). „Valencia hit jackpot in Monaco”. UEFA. Arhivat din original la 9 iulie 2012. Accesat în 8 ianuarie 2011.
54. ↑  Demetriou, Greg (26 august 2005). „Cissé inspires Liverpool comeback”. UEFA. Arhivat din original la 11 iulie 2012. Accesat în 8 ianuarie 2011.
55. ↑  „Rafael Benitez”. ESPN. Arhivat din original la 6 septembrie 2009. Accesat în 13 martie 2008.
56. ↑  Haslam, Andrew (25 august 2006). „Milan triumph again in Monaco”. UEFA. Arhivat din original la 10 iulie 2012. Accesat în 8 ianuarie 2011.
57. ↑  „Tottenham make Ramos head coach”. BBC Sport. BBC. 27 octombrie 2007. Accesat în 13 martie 2008.
58. ↑  Ashby, Kevin (31 august 2007). „Milan triumph again in Monaco”. UEFA. Arhivat din original la 8 iulie 2012. Accesat în 8 ianuarie 2011.
59. ↑  Haslam, Andrew (29 august 2008). „Dynamic Zenit taste Super Cup glory”. UEFA. Arhivat din original la 1 noiembrie 2010. Accesat în 8 ianuarie 2011.
60. ↑  Lyon, Sam (29 august 2008). „Man Utd 1–2 Zenit St Petersburg”. BBC Sport. BBC. Accesat în 30 august 2008.
61. ↑  Haslam, Andrew (28 august 2009). „Pedro pounces to add to Barça glory”. UEFA. Arhivat din original la 11 februarie 2010. Accesat în 8 ianuarie 2011.
62. ↑  Stevenson, Jonathan (28 august 2009). „Barcelona seal Super Cup triumph”. BBC Sport. BBC. Accesat în 28 august 2009.
63. ↑  Harrold, Michael (27 august 2010). „Slick Atlético seal Super Cup success”. UEFA. Accesat în 8 ianuarie 2011.
64. ↑  Ashby, Kevin (26 august 2011). „Barcelona breeze to fourth UEFA Super Cup”. UEFA. Accesat în 27 august 2011.
65. ↑  Ashby, Kevin (31 august 2012). „Falcao fires Atlético to Super Cup glory”. UEFA. Accesat în 31 august 2012.
66. ↑  James, Andy (30 august 2013). „Bayern defeat Chelsea on penalties in Super Cup”. UEFA. Accesat în 30 august 2013.
67. ↑  Hart, Simon (12 august 2014). „Ronaldo fires Madrid to Super Cup glory”. UEFA. Accesat în 12 august 2014.
68. ↑  James, Andy (12 august 2015). „Barcelona's triumph: Super Cup talking points”. UEFA. Accesat în 12 august 2015.
69. ↑  „Dani Carvajal's stunning late goal gives Real Madrid Super Cup win over Sevilla”. The Guardian. Reuters. 9 august 2016. Accesat în 10 august 2016.
70. ↑  Real Madrid beat Man Utd in Super Cup  : http://www.bbc.com/sport/football/40788621
71. ↑  „Diego Simeone handed Europa League final touchline ban”. ESPN. 4 mai 2018. Accesat în 15 august 2018.
72. ↑  „Diego Costa double helps Atlético beat Real Madrid 4–2 in Uefa Super Cup”. The Guardian. 15 august 2018. Accesat în 15 august 2018.
73. ↑  „Liverpool beat Chelsea 5–4 on penalties to win Super Cup”. BBC Sport. 14 august 2019. Accesat în 15 august 2019.
74. ↑  „Super Cup: Bayern Munich 2–1 Sevilla (AET) - Javi Martinez scores extra-time winner”. BBC Sport. 24 septembrie 2020. Accesat în 24 septembrie 2020.
75. ↑  „Chelsea 1–1 Villarreal (6–5 pens): Uefa Super Cup – as it happened”. The Guardian. 11 august 2021. Accesat în 11 august 2021.
76. ↑  „Real Madrid 2–0 Eintracht Frankfurt: Five-star Madrid triumph in Helsinki”. UEFA. 10 august 2022. Accesat în 10 august 2022.
77. ↑  „Manchester City 1–1 Sevilla (5–4 pens): City claim first Super Cup in shoot-out drama”. UEFA. 16 august 2023. Accesat în 16 august 2023.
78. ↑  Totalul pentru antrenorii români include titlul din 1972, care nu este recunoscut oficial de către UEFA.